# María Ramos
María Ramos Najji (18 de abril de 2006) es una deportista española que compite en natación, especialista en el estilo braza. Ganó una medalla de plata en el Campeonato Mundial Junior de Natación de 2022, en la prueba de 50 m braza.